# علم البيئة الصحراوية
علم البيئة الصحراوية هو دراسة التفاعلات بين كل من المكونات الحيوية وغير الأحيائية في البيئات الصحراوية. يتم تعريف النظام البيئي الصحراوي من خلال التفاعل بين الكائنات الحية، والمناخ الذي تعيش فيه، وأي تأثيرات أخرى غير حية على الموطن. الصحاري هي مناطق قاحلة ترتبط بشكل عام بدرجات الحرارة الدافئة، ولكن توجد أيضًا صحارى باردة. يمكن العثور على الصحارى في كل قارة، وتتواجد أكبر الصحارى في القارة القطبية الجنوبية، القطب الشمالي ، شمال أفريقيا ، والشرق الأوسط.

## المناخ
تواجه الصحارى مجموعة واسعة من درجات الحرارة والظروف الجوية، ويمكن تصنيفها إلى أربعة أنواع: ساخنة وشبه قاحلة وساحلية وباردة. تتعرض الصحاري الحارة لدرجات حرارة دافئة على مدار السنة بالإضافة إلى انخفاض هطول الأمطار السنوي. تساهم مستويات الرطوبة المنخفضة في الصحاري الساخنة في ارتفاع درجات الحرارة أثناء النهار ، وفقدان الحرارة أثناء الليل. يبلغ متوسط درجة الحرارة السنوية في الصحاري الساخنة حوالي 20 إلى 25 درجة مئوية، ومع ذلك ، يمكن أن تؤدي الظروف الجوية القاسية إلى درجات حرارة تتراوح من -18 إلى 49 درجة مئوية.

## المناظر الطبيعية
يمكن أن تحتوي المناظر الطبيعية الصحراوية على مجموعة متنوعة من السمات الجيولوجية، مثل الواحات، والنتوءات الصخرية ، والكثبان، والجبال. الكثبان عبارة عن هياكل تتكون من رواسب حركتها الرياح وجعلتها في صورة أكوام. تُصنف كثبان الصحراء عمومًا بناءً على اتجاهها بالنسبة للرياح. من المحتمل أن يكون نوع الكثبان الأكثر شهرة هو الكثبان العرضية، والتي تتميز بقمم عرضية باتجاه الرياح. تعتبر الكثير من الكثبان على أنها نشطة، مما يعني أنه يمكنها السفر والتغيير بمرور الوقت بسبب تأثير الرياح. ومع ذلك ، يمكن أن تثبت بعض الكثبان الرملية في مكانها بواسطة النباتات أو التضاريس ، مما يمنع حركتها. قد يُشار إلى بعض الكثبان الرملية بأنها دبقة. تحدث هذه الأنواع من الكثبان عندما تصبح حبيبات الرمل المفردة مثبتة مع بعضها. تميل الكثبان الدبقة إلى أن تكون أكثر استقرارًا ومقاومة لإعادة تحريكها بواسطة الرياح من الكثبان الحرة. تعد كثبان بارشان وسيف من بين الكثبان الرملية الأكثر شيوعًا. تتشكل كثبان برشان نتيجة هبوب الرياح باستمرار في نفس الاتجاه، وتتميز بشكل هلال فوق الكثبان الرملية. كثبان السيف طويلة وضيقة ، وتتميز بقمة حادة، وهي أكثر شيوعًا في الصحراء الكبرى.

## نظام بيئي صحراوي

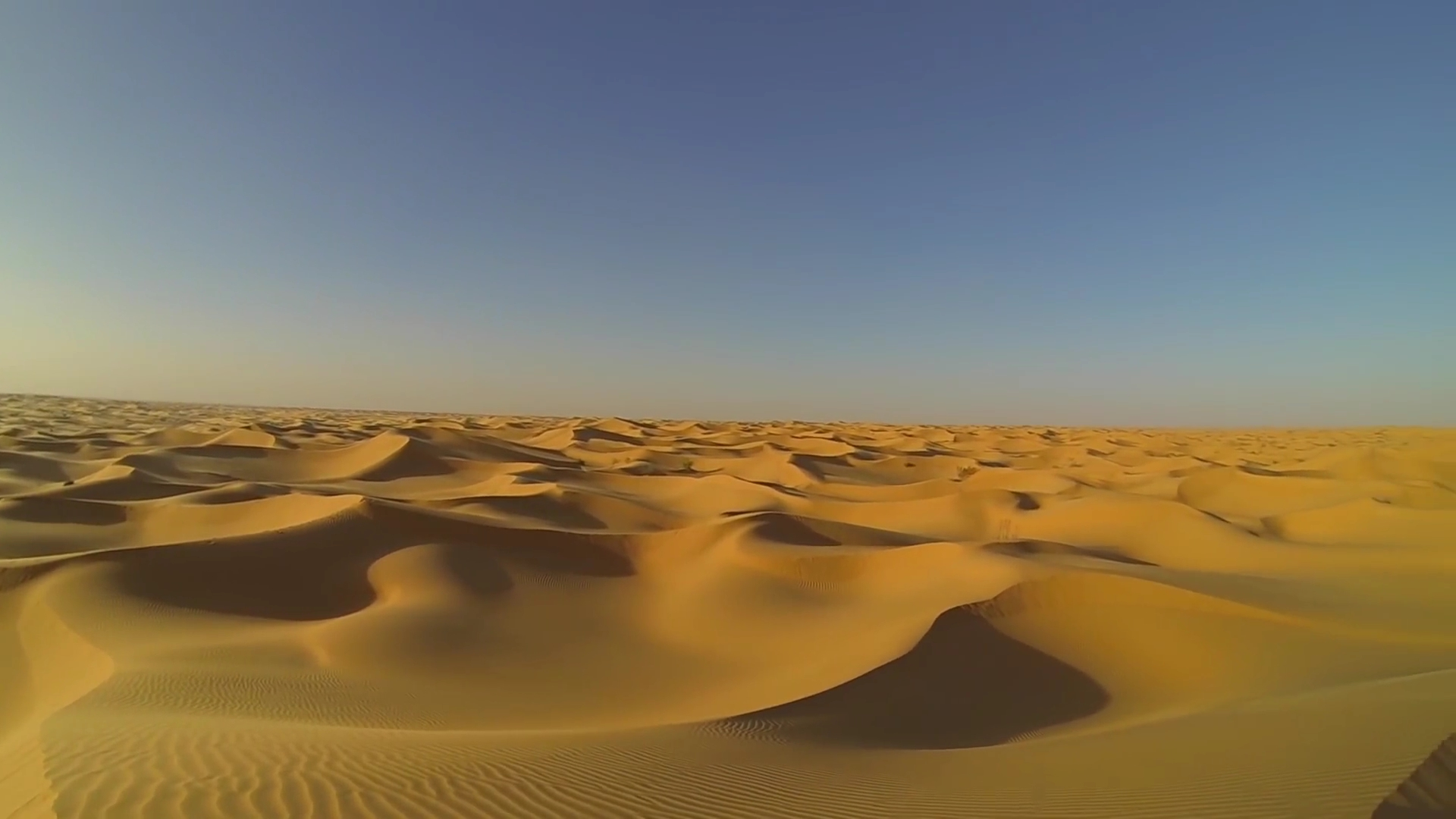
الكثبان الرملية في الصحراء الكبرى
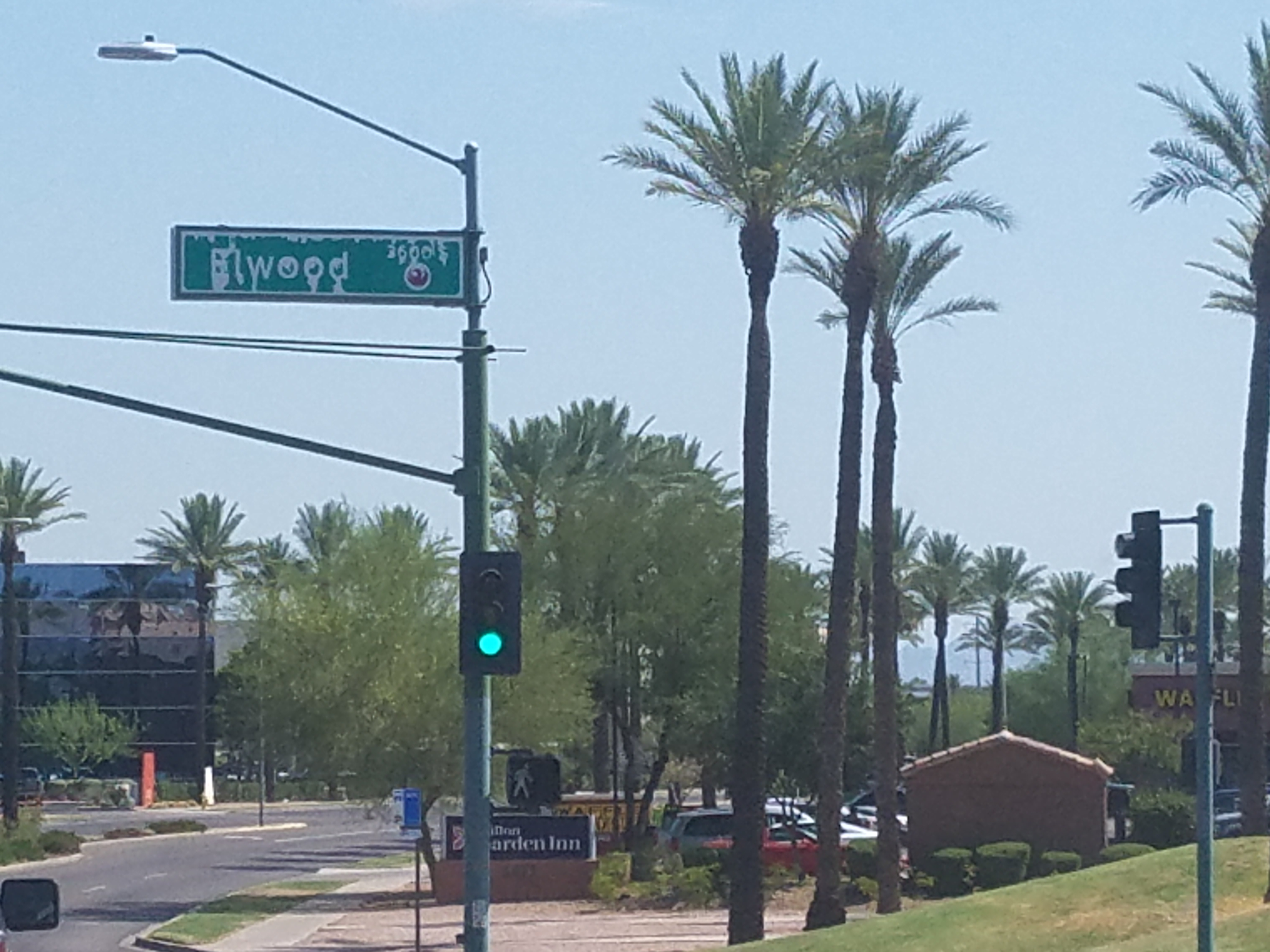
عندما تتعدى درجة الحرارة 46 درجة مئوية تكون كفيله بصهر اللافتات
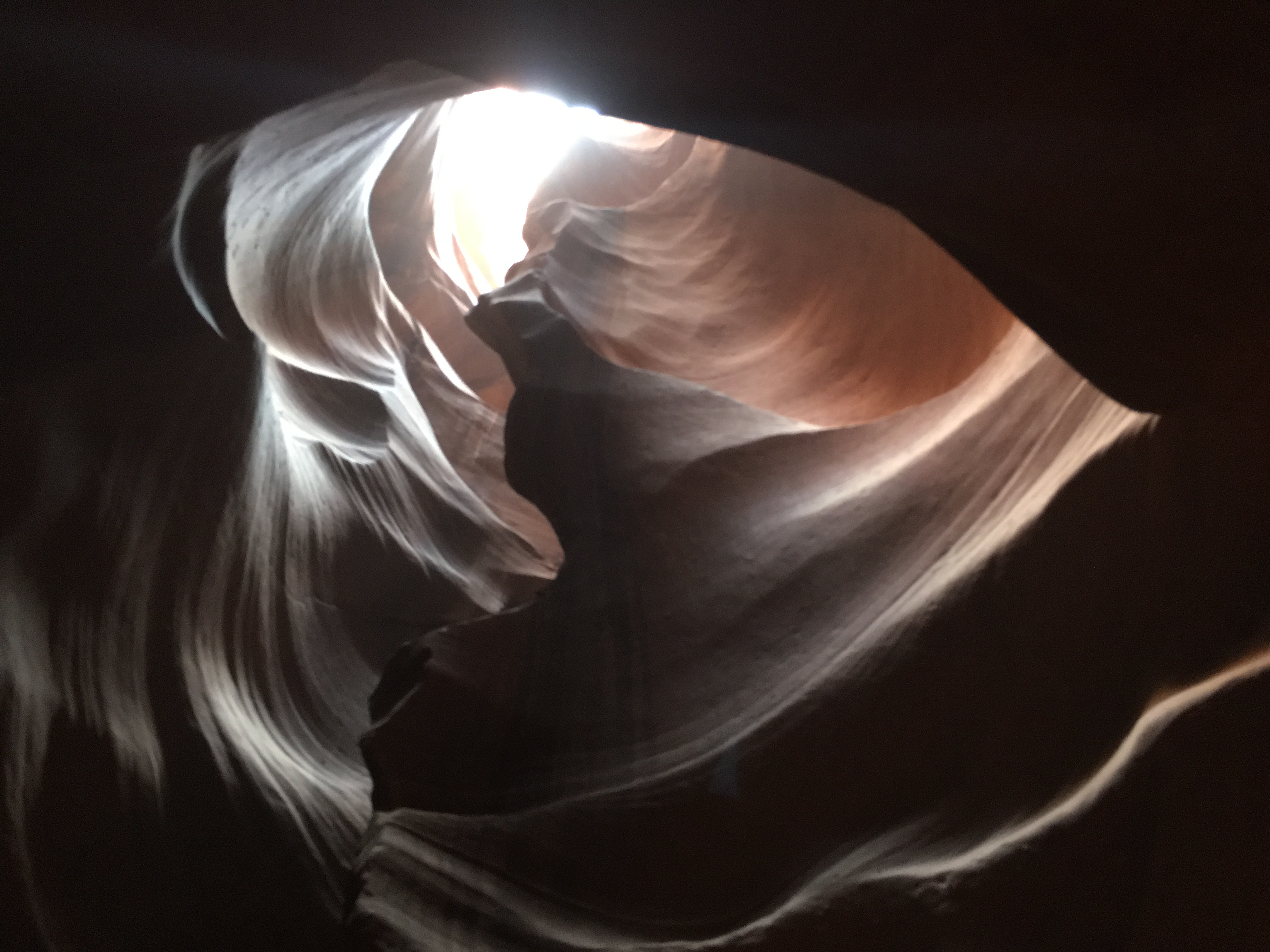
أدى التآكل بمرور الوقت بسبب الرياح والأمطار إلى خلق أخاديد جميلة في المناظر الطبيعية في أخدود الظبي.
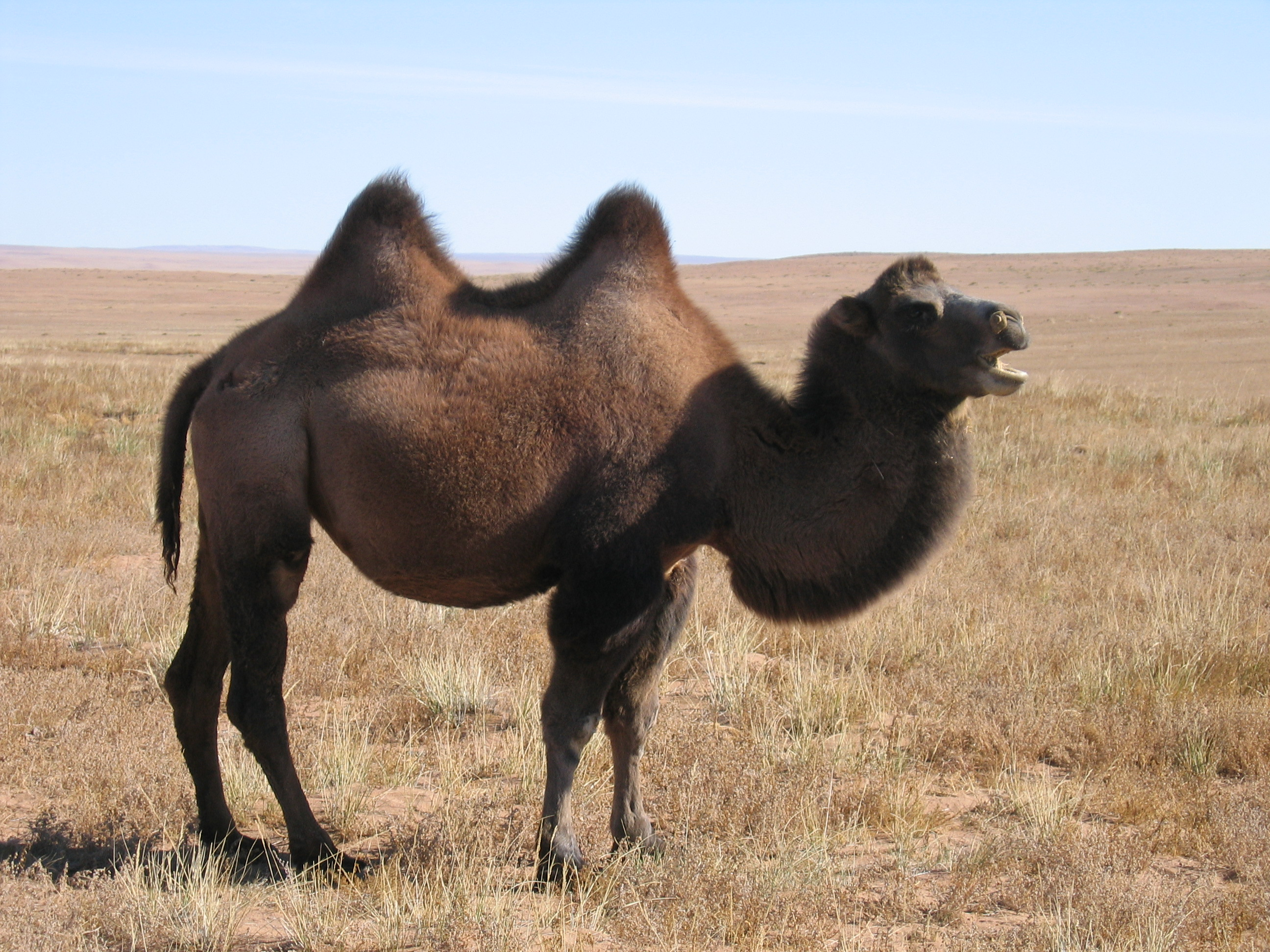
تسمح درجات الحرارة العالية لجسم الجمل ذو السنامين بالحفاظ على المياه من التبخر.